# Dear Jessie
Dear Jessie ist ein Song der US-amerikanischen Popsängerin Madonna. Das Stück wurde am 10. Dezember 1989 als fünfte Singleauskopplung ihres Studioalbums Like a Prayer  nur in Australien, dem Vereinigten Königreich und einigen weiteren europäischen Ländern veröffentlicht.

## Hintergrund
Madonna wurde zum Schreiben des Songs von der gleichnamigen Tochter des Koautors Patrick Leonard inspiriert. Während der Weihnachtszeit 1989 erreichte die Single im Vereinigten Königreich Platz fünf mit 250.769 verkauften Einheiten.
Der Refrain des Liedes wurde 1999 für die Single Dear Jessie des deutschen Eurodance-Projekts Rollergirl genutzt.

## Musikvideo
Das Musikvideo wurde von der Londoner Firma Animation City produziert, die Regie übernahm Derek Hayes. Im Video wird eine  animierte Fee gezeigt. Produzentin war Maddy Sparrow, die Zeichner waren Neville Astley, Jimmy Farrington, Andy Goff, Malcolm Hartley, Derek Hayes, Erica Russell und Alison Snowden. Das Video ist auf den Video-Album She’s Breathless aus dem Jahre 1990 enthalten.

## Chartplatzierungen
| ChartsChartplatzierungen     | Höchstplatzierung | Wochen |
| ---------------------------- | ----------------- | ------ |
| Deutschland (GfK)            | 19 (7 Wo.)        | 7      |
| Österreich (Ö3)              | 21 (2 Wo.)        | 2      |
| Schweiz (IFPI)               | 16 (3 Wo.)        | 3      |
| Vereinigtes Königreich (OCC) | 5 (9 Wo.)         | 9      |